# Piz da las Trais Linguas
Le piz da las Trais Linguas () ou Cima Garibaldi est un sommet du massif de l'Ortles (Alpes rhétiques) à la frontière entre l'Italie et la Suisse. Il culmine à 2 838 ou 2 843 mètres d'altitude.

## Toponymie
Son nom peut se traduire en français par le « pic des Trois-Langues ». Il est en effet situé à l'intersection de trois zones linguistiques différentes. Le romanche est parlé au nord dans le canton des Grisons (Suisse), l'italien en Lombardie (Italie) et l'allemand (dialecte du Sud-Tyrol) dans le Trentin-Haut-Adige (Italie).
En Italie, il est aussi appelé Cima Garibaldi.

## Géographie

### Situation
Le piz da las Trais Linguas est situé à quelques hectomètres au nord col du Stelvio, l'un des cols routiers les plus hauts d'Europe, d'où il peut être atteint à pied en seulement quelques minutes.
Il s'élève dans le massif de l'Ortles (Alpes rhétiques), au croisement de plusieurs vallées. Au nord, on trouve le val Müstair (Suisse), au sud-ouest la vallée de l'Adda et à l'est le Trafoier Tal.
Le refuge Garibaldi se trouve au sommet. À quelques mètres se trouve la borne frontière no 1, qui marque la frontière entre l'Italie et la Suisse et qui marquait la frontière entre l'Italie, l'Autriche et la Suisse jusqu'à la fin de la Première Guerre mondiale.

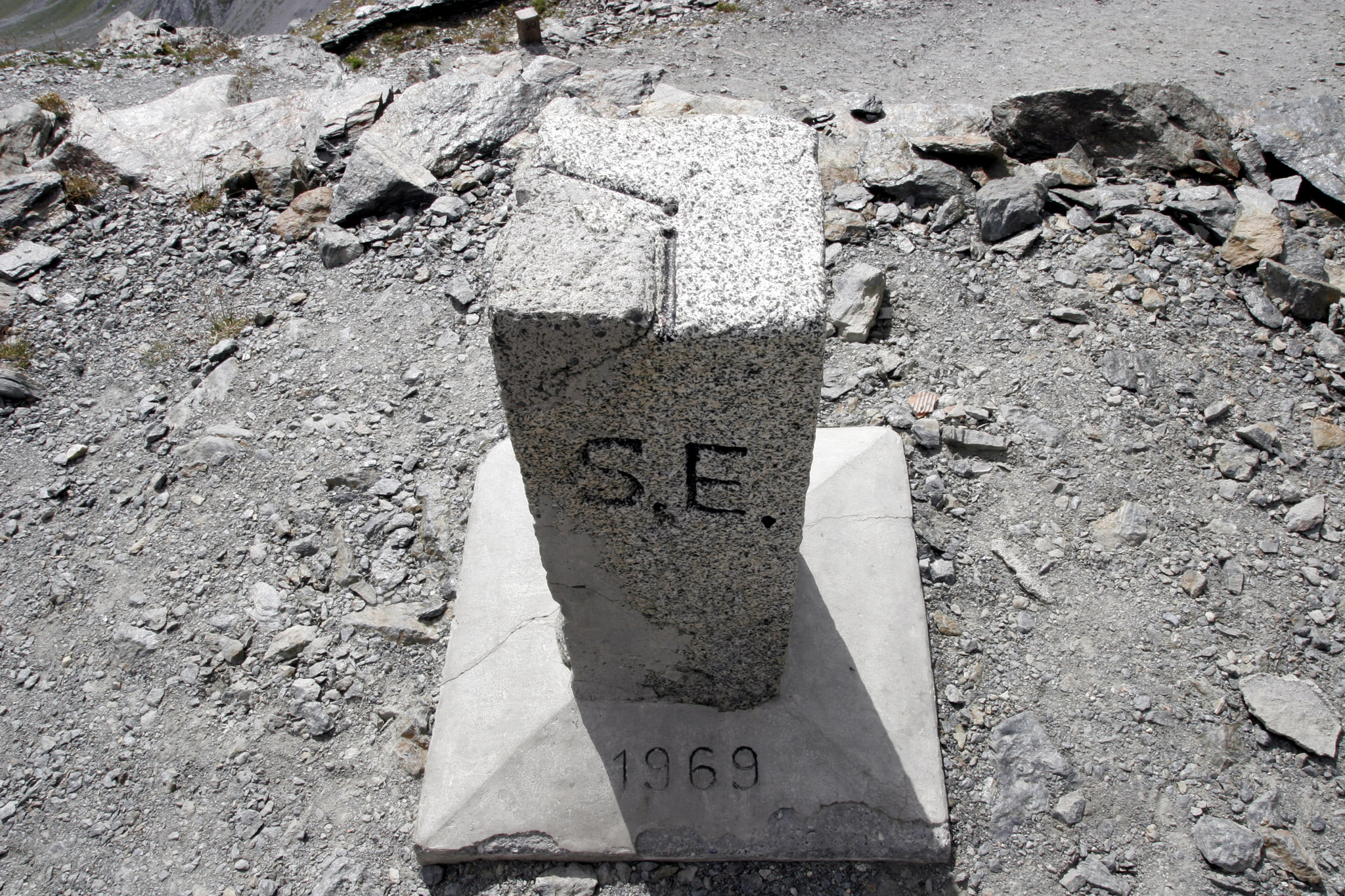
La borne marquant la frontière.
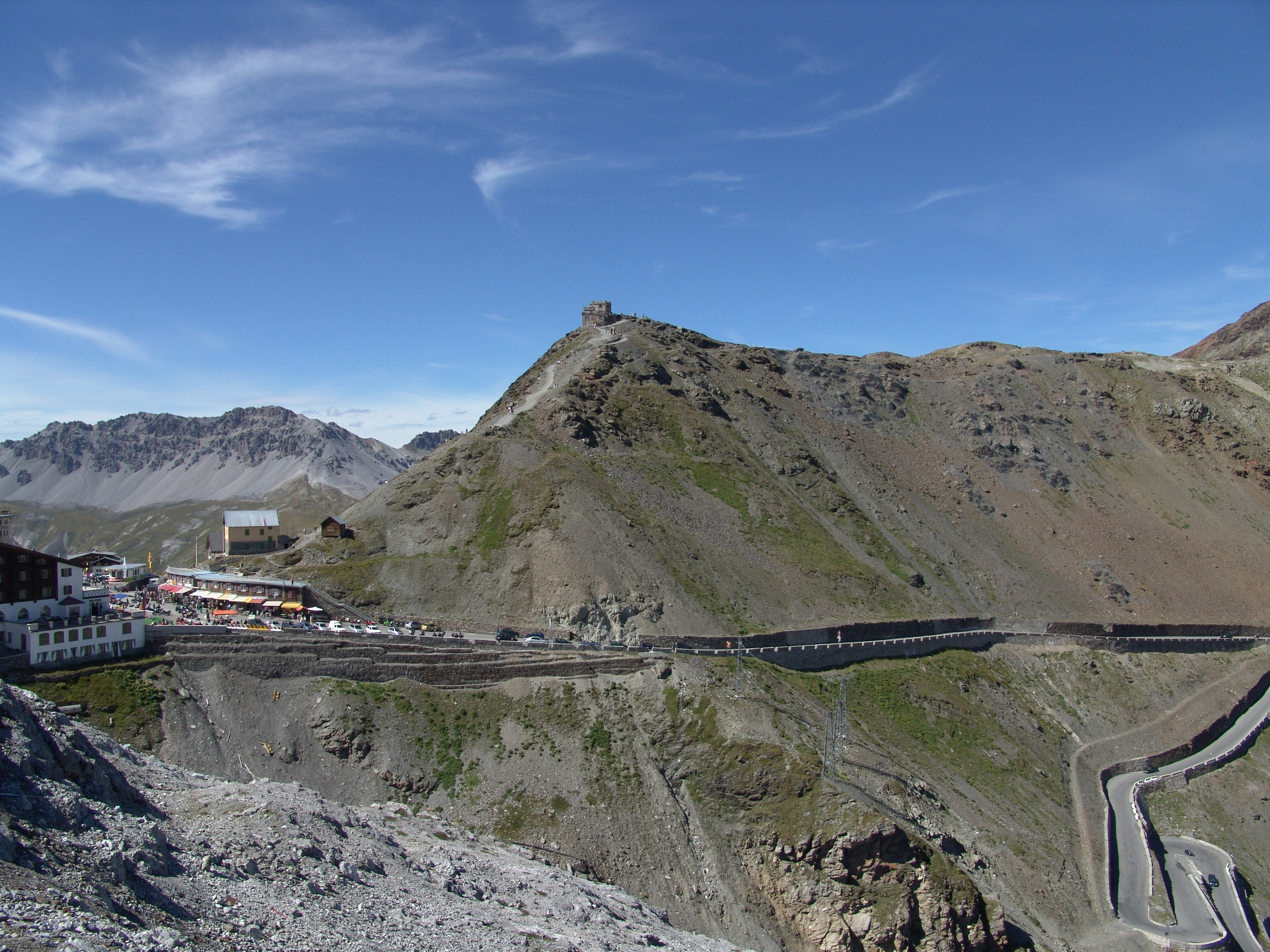
Le sommet dominant le col du Stelvio.

### Géologie
Les roches constituant le piz da las Trais Linguas font partie d'une nappe austroalpine. Ce sont des roches essentiellement métamorphiques,.

## Histoire
Au cours de la Première Guerre mondiale, la région du piz da las Trais Linguas s'est trouvée dans une zone contestée. Le Sud-Tyrol appartenait alors à l'Autriche-Hongrie et la Lombardie à l'Italie. Des combats ont eu lieu sous le poste frontière suisse. Jusqu'à l'entrée en vigueur du traité de Saint-Germain, avec lequel le Tyrol du Sud tomba aux mains de l'Italie, il marquait la frontière entre l'Italie, l'Autriche et la Suisse.